# Regentenstraße 160 (Mönchengladbach)

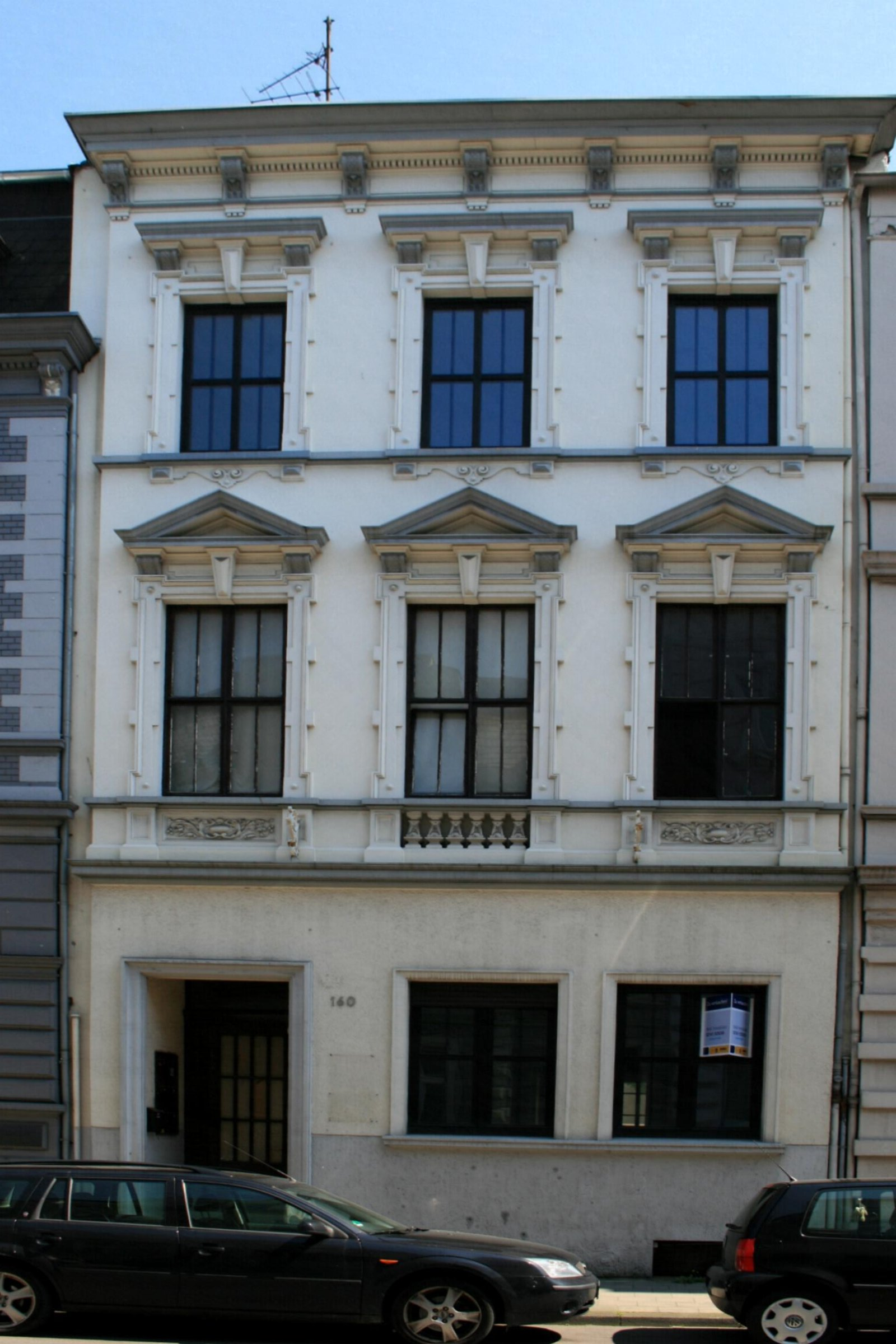
Wohnhaus (2010)

Das Wohnhaus Regentenstraße 160 steht im Stadtteil Eicken in Mönchengladbach (Nordrhein-Westfalen).
Das Gebäude wurde nach 1900 erbaut. Es wurde unter Nr. R 067 am 7. August 1990 in die Denkmalliste der Stadt Mönchengladbach eingetragen.

## Lage
Das Objekt liegt an der Südseite der Regentenstraße in einem Ensemble stilistisch ähnlicher Häuser, die um 1900 errichtet wurden.

## Architektur
Es handelt sich um ein dreigeschossiges, traufenständiges, dreiachsiges  Wohnhaus. Das Objekt ist aus städtebaulichen Gründen schützenswert.